# Caixinha de Música (Ao Vivo)
Caixinha de Música (Ao Vivo) é o segundo álbum ao vivo da cantora brasileira Vanessa da Mata, lançado em 29 de setembro de 2017 pela Sony Music. Gravado na Casa Natura Musical nos dias 26 e 27 de maio de 2017 em São Paulo, o projeto conta com quatro versões: versão digital, álbum físico, DVD e o kit CD + DVD.
O álbum foi primeiramente lançado em três partes no formato de extended play (EP) contando com duas músicas cada; o primeiro, "Caixinha 1",  foi lançado em 25 de agosto de 2017 -, o segundo, "Caixinha 2", foi lançado em 8 de setembro de 2017 -, e o último, "Caixinha 3", foi lançado em 22 de setembro de 2017. O álbum foi bem avaliado internacionalmente, com a crítica da revista Sábado afirmando que o álbum é um "espelho do talento da artista como compositora e intérprete."
"Caixinha de Música" conta com novas composições, incluindo "É Tudo o Que Eu Quero Ter" e "Gente Feliz (Sinceridade)" - que foram lançadas em versões de estúdio anteriormente ao álbum -, regravações como "Impossível Acreditar Que Perdi Você", sucesso dos anos 70 do cantor Márcio Greyck, "Vá Pro Inferno Com Seu Amor", de Milionário e Zé Rico, e "Mágoas de Caboclo", de Nelson Gonçalves -, além dos sucessos "Ainda Bem", "Ai, Ai, Ai", "Boa Sorte/Good Luck" e "Amado". Após o lançamento do álbum, um remix de "Impossível Acreditar Que Perdi Você" feito por Leo Breanza foi lançado como single no dia 27 de outubro de 2017.

## Lista de faixas
Créditos adaptados do Tidal.
| Caixinha de Música (Ao Vivo) - Versão digital e DVD |                                                      |                                                                |         |  |
| N.º                                                 | Título                                               | Compositor(es)                                                 | Duração |  |
| 1.                                                  | "Valsa do Sorrir"                                    | Vanessa da Mata                                                | 1:10    |  |
| 2.                                                  | "Gente Feliz"                                        | V. da Mata                                                     | 4:06    |  |
| 3.                                                  | "Bolsa de Grife"                                     | V. da Mata                                                     | 3:25    |  |
| 4.                                                  | "Boa Reza"                                           | V. da Mata                                                     | 4:34    |  |
| 5.                                                  | "Vermelho / Natural Mystic"                          | Bob Marley                                                     | 4:39    |  |
| 6.                                                  | "Impossível Acreditar Que Eu Perdi Você"             | Cobel Márcio Greyck                                            | 2:31    |  |
| 7.                                                  | "Ainda Bem"                                          | V. da Mata Liminha                                             | 4:06    |  |
| 8.                                                  | "Te Amo"                                             | V. da Mata                                                     | 4:06    |  |
| 9.                                                  | "Ninguém É Igual a Ninguém (Desilusão)"              | V. da Mata                                                     | 3:46    |  |
| 10.                                                 | "Amado"                                              | V. da Mata Marcelo Jeneci                                      | 4:04    |  |
| 11.                                                 | "Vá Pro Inferno Com Seu Amor"                        | Meirinho                                                       | 3:32    |  |
| 12.                                                 | "Mágoas de Caboclo"                                  | Leonel Azevedo J. Cascata                                      | 2:43    |  |
| 13.                                                 | "Caixinha de Música"                                 | V. da Mata                                                     | 3:27    |  |
| 14.                                                 | "Quem Irá nos Proteger"                              | V. da Mata                                                     | 3:51    |  |
| 15.                                                 | "Perfume Barato"                                     | V. da Mata Fernando Catatau                                    | 3:04    |  |
| 16.                                                 | "Não Me Deixe Só"                                    | V. da Mata                                                     | 2:57    |  |
| 17.                                                 | "Segue o Som"                                        | V. da Mata                                                     | 5:03    |  |
| 18.                                                 | "É Tudo o Que Eu Quero Ter"                          | V. da Mata                                                     | 2:57    |  |
| 19.                                                 | "Por Onde Ando Tenho Você / Love Will Tear Us Apart" | V. da Mata Bernard Sumner Ian Curtis Peter Hook Stephen Morris | 4:14    |  |
| 20.                                                 | "Baú"                                                | V. da Mata                                                     | 4:11    |  |
| 21.                                                 | "Orgulho e Nada Mais"                                | V. da Mata                                                     | 4:22    |  |
| 22.                                                 | "Boa Sorte/Good Luck"                                | V. da Mata B. Harper                                           | 4:50    |  |
| 23.                                                 | "Ai, Ai, Ai"                                         | V. da Mata Liminha                                             | 5:35    |  |
| Duração total:                                      | Duração total:                                       | Duração total:                                                 | 1:29:27 |  |

| Caixinha de Música (Ao Vivo) - DVD - Extras |                             |                                  |         |  |
| N.º                                         | Título                      | Compositor(es)                   | Duração |  |
| 1.                                          | "Gente Feliz (Sinceridade)" | Vanessa da Mata Maurício Pacheco | 3:52    |  |
| 2.                                          | "Making Of"                 |                                  |         |  |

| Caixinha de Música (Ao Vivo) - CD físico |                                          |                           |         |  |
| N.º                                      | Título                                   | Compositor(es)            | Duração |  |
| 1.                                       | "Gente Feliz"                            | V. da Mata                | 4:06    |  |
| 2.                                       | "Bolsa de Grife"                         | V. da Mata                | 3:25    |  |
| 3.                                       | "Baú"                                    | V. da Mata                | 4:11    |  |
| 4.                                       | "Amado"                                  | V. da Mata Marcelo Jeneci | 4:04    |  |
| 5.                                       | "Te Amo"                                 | V. da Mata                | 4:06    |  |
| 6.                                       | "Caixinha de Música"                     | V. da Mata                | 3:27    |  |
| 7.                                       | "Impossível Acreditar Que Eu Perdi Você" | Cobel Márcio Greyck       | 2:31    |  |
| 8.                                       | "Ninguém É Igual a Ninguém (Desilusão)"  | V. da Mata                | 3:46    |  |
| 9.                                       | "Vá Pro Inferno Com Seu Amor"            | Meirinho                  | 3:32    |  |
| 10.                                      | "É Tudo o Que Eu Quero Ter"              | V. da Mata                | 2:57    |  |
| 11.                                      | "Não Me Deixe Só"                        | V. da Mata                | 2:57    |  |
| 12.                                      | "Segue o Som"                            | V. da Mata                | 5:03    |  |
| 13.                                      | "Por Onde Ando Tenho Você"               | V. da Mata                | 4:14    |  |
| 14.                                      | "Orgulho e Nada Mais"                    | V. da Mata                | 4:22    |  |